# ميليسا هوارد
ميليسا هوارد (بالإنجليزية: Melissa Howard)‏ هي ممثلة أسترالية، ولدت في 1989 في بريزبان في أستراليا.

## وصلات خارجية
- ميليسا هوارد على موقع IMDb (الإنجليزية)
- ميليسا هوارد على موقع ألو سيني (الفرنسية)
- ميليسا هوارد على موقع كينوبويسك (الروسية)